# Laura Ludwig
Laura Ludwig, född 13 januari 1986 i Berlin, är en tysk idrottare som tävlar i beachvolleyboll.
Ludwig är tillsammans med lagkamraten Kira Walkenhorst en av de främst aktiva tyska beachvolleyboll spelare med flera vunna nationella mästerskapen samt flera medaljer vid världs- och Europamästerskapen. Hennes hittills största framgång är guldmedaljen vid olympiska sommarspelen 2016.
Fram till 2012 tävlade Ludwig tillsammans med Sara Goller.